# Марачи
Марачи (шп. Marrachí) град је у Шпанији у аутономној заједници Балеарска Острва. Према процени из 2017. у граду је живело 36 001 становника.

## Становништво
Према процени, у граду је 2017. живело 36 001 становника.
| 1997.  | 2001.  | 2011.  | 2017.  |
| ------ | ------ | ------ | ------ |
| 16.180 | 22.275 | 34.385 | 36.001 |